# 브로드포사비나주

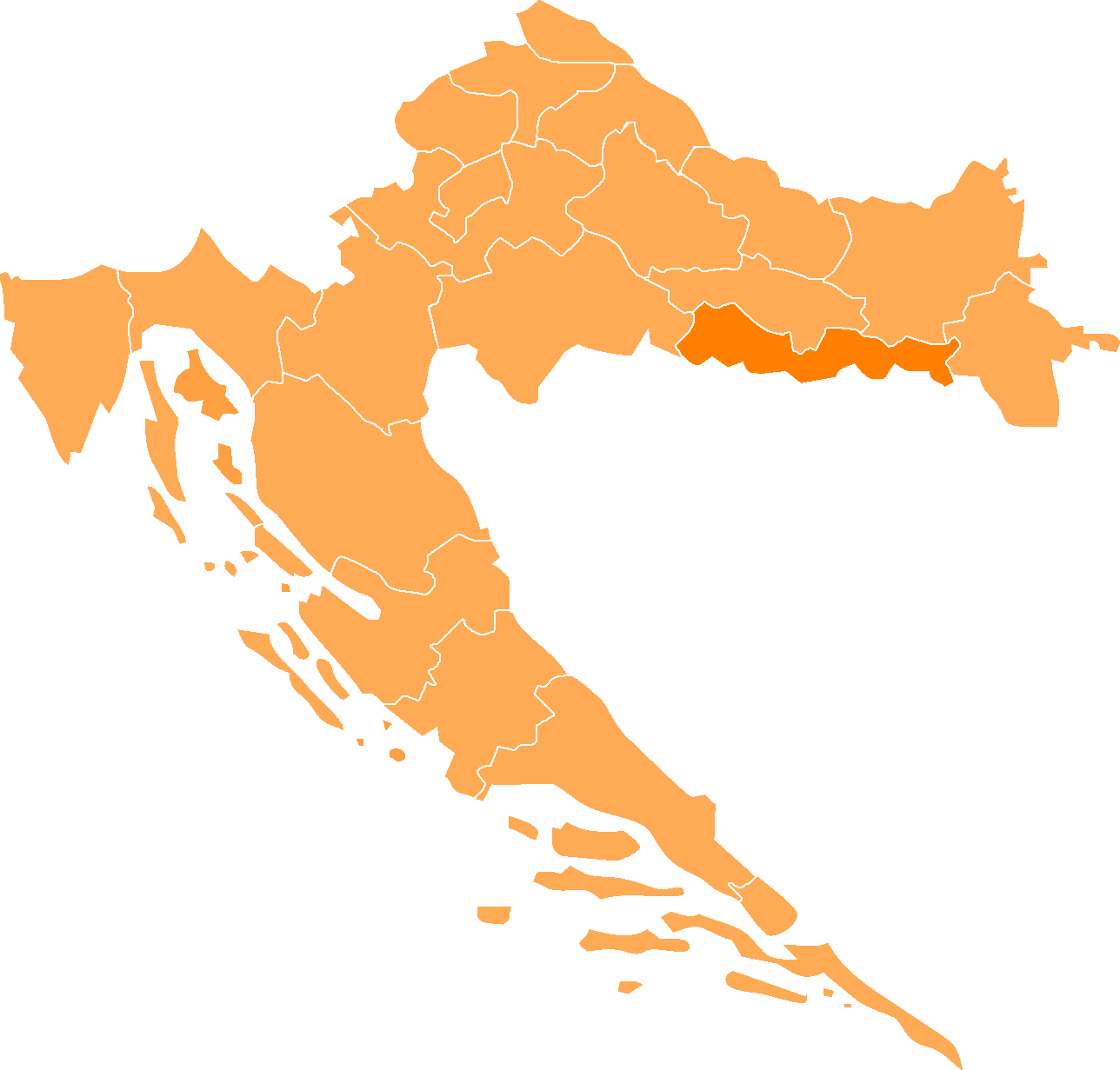
브로드포사비나주의 위치

브로드포사비나주(크로아티아어: Brodsko-posavska županija)는 크로아티아 슬라보니아 지방 남부에 위치한 주로 주도는 슬라본스키브로드이며 면적은 2,043km2, 인구는 172,993명(2001년 기준), 인구 밀도는 84.7명/km2이다. 사바강 좌안과 접하며 '포사비나'(Posavina, "사바 강과 접해 있다"라는 뜻)라는 이름도 여기서 유래된 이름이다.
서쪽으로는 시사크모슬라비나주, 북쪽으로는 포제가슬라보니아주, 북동쪽으로는 오시예크바라냐주, 동쪽으로는 부코바르스리옘주와 접하며 남쪽으로는 보스니아 헤르체고비나와 국경을 접한다. 2개 시와 26개 지방 자치체를 관할하며 주 의회는 51개 의석으로 구성되어 있다.

주기
주 문장

## 인구
| 연도 | 인구    | ±%     |
| ---- | ------- | ------ |
| 1857 | 74,136  | —      |
| 1869 | 79,273  | +6.9%  |
| 1880 | 77,739  | −1.9%  |
| 1890 | 90,751  | +16.7% |
| 1900 | 99,979  | +10.2% |
| 1910 | 116,295 | +16.3% |
| 1921 | 112,693 | −3.1%  |
| 1931 | 128,790 | +14.3% |

| 연도 | 인구    | ±%     |
| ---- | ------- | ------ |
| 1948 | 134,436 | +4.4%  |
| 1953 | 142,614 | +6.1%  |
| 1961 | 154,309 | +8.2%  |
| 1971 | 164,065 | +6.3%  |
| 1981 | 167,667 | +2.2%  |
| 1991 | 174,998 | +4.4%  |
| 2001 | 176,765 | +1.0%  |
| 2011 | 158,575 | −10.3% |